# Liaoning
Liaoning is een provincie in China die vooral bekend is geworden door de prehistorische diersoorten die er zijn gevonden. De fossielen zijn 120-125 miljoen jaar oud en stammen uit het Vroeg-Krijt, toen Liaoning een tropisch regenwoud moet zijn geweest. Veel fossielen tonen afdrukken van veren of haren. De vondsten zijn gedaan in de Yixian- en de Jiufotang-Formatie uit de Jehol Groep.
Liaoning ligt aan de Koreabaai, een baai in de Gele Zee. De Gele Zee ligt tussen China en het Koreaans Schiereiland.
Als gevolg van een zeer lage vruchtbaarheidsgraad neemt de bevolking van de deelstaat af. In 2024 waren er circa 180.000 geboorten en circa 401.000 sterfgevallen.

## Bestuurlijke indeling
De bestuurlijke indeling van Liaoning ziet er als volgt uit:
|                       |          |          |              |  |  |  |  |
| Nr.                   | Naam     | Hanzi    | Hanyu Pinyin |  |  |  |  |
| Subprovinciale steden |          |          |              |  |  |  |  |
| 1                     | Shenyang | 沈阳市   | Shěnyáng Shì |  |  |  |  |
| 2                     | Dalian   |          | Dàlián Shì   |  |  |  |  |
| Stadsprefecturen      |          |          |              |  |  |  |  |
| 3                     | Anshan   | 鞍山市   | Ānshān Shì   |  |  |  |  |
| 4                     | Benxi    | 本溪市   | Běnxī Shì    |  |  |  |  |
| 5                     | Chaoyang | 朝阳市   | Cháoyáng Shì |  |  |  |  |
| 6                     | Dandong  | 丹东市   | Dāndōng Shì  |  |  |  |  |
| 7                     | Fushun   | 抚顺市   | Fǔshùn Shì   |  |  |  |  |
| 8                     | Fuxin    | 阜新市   | Fùxīn Shì    |  |  |  |  |
| 9                     | Huludao  | 葫芦岛市 | Húludǎo Shì  |  |  |  |  |
| 10                    | Jinzhou  | 锦州市   | Jǐnzhōu Shì  |  |  |  |  |
| 11                    | Liaoyang | 辽阳市   | Liáoyáng Shì |  |  |  |  |
| 12                    | Panjin   | 盘锦市   | Pánjǐn Shì   |  |  |  |  |
| 13                    | Tieling  | 铁岭市   | Tiělǐng Shì  |  |  |  |  |
| 14                    | Yingkou  | 营口市   | Yíngkǒu shì  |  |  |  |  |

## Steden in provincie Liaoning
- Anshan
- Beining
- Dalian
- Dashiqiao
- Donggang
- Fuxin
- Haicheng
- Huludao
- Jinzhou
- Kaiyuan
- Linghai
- Pulandian
- Shenyang (hoofdstad)
- Yingkou

## Geboren
- Wang Yan (1971), snelwandelaarster
- Liu Dong (1973), middellangeafstandsloopster
- Liu Hongyu (1975), snelwandelaarster
- Sun Weiwei (1985), marathonloopster
- Zhang Wenxiu (1986), kogelslingeraarster
- Ma Long (1988), tafeltennisser
- Xu Minghao (1997) Zanger